# 馬場孝喜
馬場 孝喜（ばば たかよし、1978年9月13日 - ）は、日本のギタリスト、コンポーザー。ジャズをメインに、ボサノバ、ポップミュージック、ロック等、幅広いジャンルで活動する。

## 来歴
京都府出身。洛星高校を卒業。中学時代からギターを始める。高校時代までバンドなどは組まず、洛星では学校にもあまり通わず（特にいじめなどがあったわけではないという）勉強は自宅でしていた。2007年のインタビューでは、音楽面では「何をしていたかよく覚えていない」と述べている。大阪大学に進学したが、本人は「親から行けと言われて仕方なく行ってた」と述べている。
大学時代はハードコア・パンク・バンドで活動。また、ハードコア・パンクをより自由にエキサイティングに演奏する技法としてジャズのアドリブに興味を持ち軽音楽部に入部する。独自の即興理論を確立したジャズギタリストで作曲家のパット・マルティーノに強く惹かれる。
大学では物理学を専攻し、音楽やアドリブ/即興演奏などにも、物理学と同じような真理や第一原理、法則性があると感じ、それを明らかにしたいと考える。また、常に最先端の知識を理解し自らのものとして使いこなしたいという情熱を抱く。
大学には6年在籍したが、卒業できないと自覚したことで中途退学し、音楽の道に進んだ。大学5回生の頃から本格的に音楽活動を始める。
2004年、ニューヨークからブラジルに渡航し、ギタリストBilinho Teixeiraに師事した。ボサノバ、サンバ、ショーロなどのブラジル音楽には、人種国籍を超えて人類に共通する普遍的な心地よさのようなものを持っていると感じ、傾倒する。
2005年、ギブソン・ジャズギターコンテストで最優秀ギタリスト賞を受賞する。
2006年11月25日に京都コンサートホールで行なわれた「佐山雅弘 PLAYS ゴールドベルク変奏曲」第二部の佐山雅弘トリオに参加。
2008年より拠点を関西から東京に移す。
佐山雅弘、井上智、大坂昌彦、沢田穣治、佐山こうたなど多数のミュージシャンと共演。また、由紀さおり、May J.、渡辺真知子、多くのミュージシャンのコンサートなどのギターも務める。
2013年11月20日、初となるリーダーアルバム『GRAY – ZONE』をSong & Co.レーベルからリリース。

## ディスコグラフィ
| アルバム       |                 |                                  |           |                     |
| 発売年月日     | タイトル        | ユニット名                       | 規格番号  | 発売元              |
| 2013年11月20日 | Gray-Zone       | 馬場孝喜、沢田穣治、芳垣安洋     | XQMD-1006 | Song & Co.          |
| 2014年04月02日 | FEVER           | Trigraph                         | HARU20    | HARU RECORDS        |
| 2017年08月02日 | LIVE AT ROOM335 | 寶子久美子、馬場孝喜             | AFEM-0007 | Facete Egg Music    |
| 2019年03月20日 | レゾナンス      | 堀秀彰&馬場孝喜 デュオ・トレモロ | ORG1004   | ORBIT RECORDS(JAZZ) |
| 2019年03月27日 | Blue Rose       | 清水翠、馬場孝喜                 | NYX-1007  | NYX                 |

| 参加アルバム     |                                                   |                                             |           |                       |
| 発売年月日       | タイトル                                          | アーティスト                                | 規格番号  | 発売元                |
| 1990年01月01日   | レッドゾーン                                      | 佐山雅弘                                    | STLR007   | Studio TLive Records  |
| 2012年03月14日   | Astrolabe                                         | 西山瞳                                      | MT3       | Meantone              |
| 2012年07月11日   | NØ NUKES JAZZ ORCHESTRA                           | NØ NUKES JAZZ ORCHESTRA                     | SONGX-009 | ソングエクス・ジャズ  |
| 2014年05月14日   | Spring wind                                       | 藤田佐奈恵                                  | XQDN-1053 | ティートックレコーズ  |
| 2014年09月24日～ | MY ROOM side1～side4                              | ウィリアムス浩子                            | BSM-006～ | Berkeley Square Music |
| 2015年05月27日   | ディス・イズ・ニュー ライヴ・アット新宿ピットイン | 奥平真吾 ザ・ニュー・フォース・プラス・ワン | PILM-5    | ピットインレーベル    |
| 2016年11月23日   | MY ROOM for Christmas                             | ウィリアムス浩子                            | BSM012    | BERKELEY SQUARE MUSIC |
| 2018年8月21日    | 青春                                              | 遠藤雅美                                    | TBRS-0103 | TOKYO BEAT RECORDS    |